# Dolná roveň (Malá Fatra)
Dolná roveň (950,4 m n. m.) je zalesněný vrchol v severní části Lúčanské Malé Fatry. Leží nad obcí Višňové, přibližně 9 km jihovýchodně od Žiliny.

## Poloha
Nachází se ve střední části Malé Fatry, v geomorfologickém podcelku Lúčanská Fatra a její části Lúčanské Veterné hole. Vrch leží na hranici katastrálních území obcí Višňové a Turie v okrese Žilina v Žilinském kraji. Nejbližšími vrcholy jsou severozápadně situována Mikušová (778 m n. m.), severně ležící Valientov diel (828 m n. m.) a jihovýchodně položená Horná roveň (997 m n. m.).

## Popis

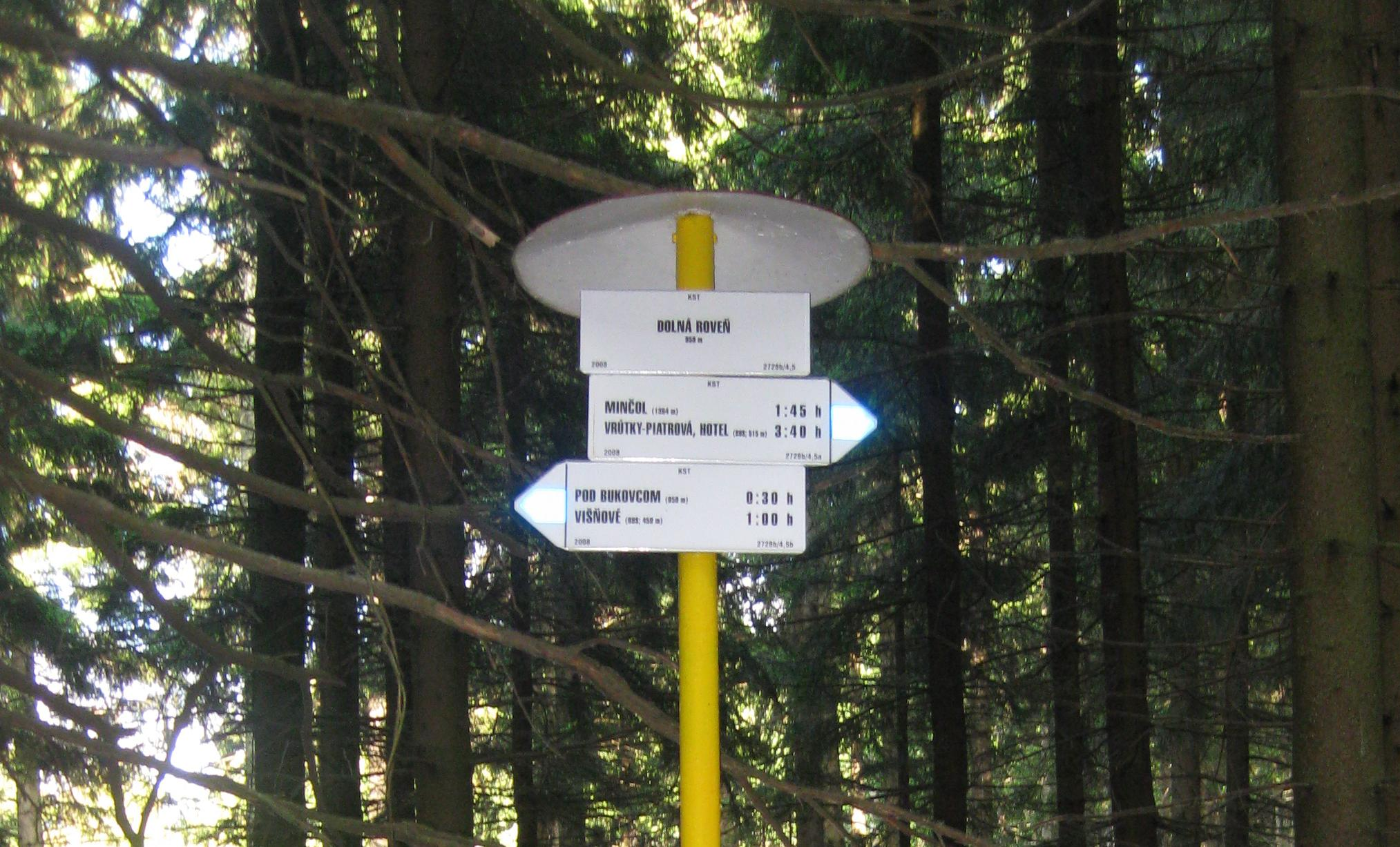
Dolná roveň

Vrch se nachází na okraji Malé Fatry, jižně od Višňového a pokrývá ho hustý porost většinou smrkového lesa. Pod jeho vrchol, sjezdovkou lyžařského areálu Holý diel, vede  modře značená stezka na dominantu okolí, Minčol (1364 m n. m.). Západní svahy se svažují do Turské doliny a právě Turiansky potok odvodňuje jižní a západní svahy. Zbytek vrchu odvodňují přítoky říčky Rosinka.

### Výhledy
Zalesněný vrchol omezuje výhled, který je možný jen z malých mýtin. Lokálně tak lze pozorovat zejména Žilinskou pahorkatinu a okolí Žiliny, ale také severní část Súľovských vrchů, Javorníků a Kysucké vrchoviny. Při vhodných podmínkách lze zhlédnout tisícovky Moravskoslezských Beskyd (Kněhyně, Smrk a Lysá hora).

## Přístup
Na vrchol nevedou značené trasy, přístup je možný odbočením z  modré značky, vedoucí přes Holý diel na Minčol.